# Українське робітниче фермерське освітнє товариство
Українське робітниче фермерське освітнє товариство — тимчасове об'єднання колективів робочих і фермерських організацій у Канаді, які відокремилися від Товариства «Український робітничо-фермерський дім» на знак протесту проти радянських репресій в Україні і оформилися як УРФОТ, що згодом прийняло назву Союзу українських організацій, остаточно перетвореного 1940 року на Українську робітничу організацію.